# Point vert (label)
Pour les articles homonymes, voir Point vert.

Logo Point vert

Le Point vert est un label marquant l'adhésion à un système de contribution au recyclage des déchets.

## Utilisation
Le système du Point vert dérive d'une législation imposant aux entreprises vendant des produits emballés de reprendre les emballages lorsqu'ils deviennent des déchets. Il est utilisé dans une trentaine de pays européens.
Les entreprises soumises à l'obligation de contribution au recyclage des emballages peuvent : 
- soit se charger eux-mêmes de la reprise des emballages
- soit confier cette mission à un tiers agréé auquel ils payent une redevance. La firme qui adhère à ce système appose alors sur les emballages de ses produits le logo dit Point vert.

Le Point vert est un logo circulaire représentant deux flèches enroulées, l'une généralement vert clair et l'autre vert foncé. Les couleurs ne sont pas standardisées de façon stricte, laissant des variations possibles pour mieux correspondre à la couleur du support.

## Confusions
Le logo Point vert prête souvent à confusion du fait d'une ressemblance avec le symbole du recyclage, logo universel des matériaux recyclables depuis 1970, alors qu'il ne signale ni un emballage recyclable ou recyclé, ni une composition comprenant des matériaux recyclés, ni un écolabel, mais seulement une contribution obligatoire au traitement des emballages.
Ainsi, selon un sondage réalisé en 2007, 51 % des Français pensaient que le Point vert permettait d'identifier un produit fabriqué à partir de matière recyclée. En 2018, l'association 60 millions de consommateurs signale également, à la suite d'une enquête, que les « consommateurs pensent que le produit est recyclable, ou qu'il a été fait à partir de matière recyclée » quand il porte ce logo.

## Usage dans différents pays

### France
En France, le logo Point vert, apposé sur l'emballage d'un produit ménager, signifie que le producteur du produit adhère au dispositif de valorisation des emballages et respecte donc les obligations définies par les articles R543-53 et suivants du Code de l'environnement.
Le Point vert est délivré depuis le 16 juin 1992 par l'entreprise Eco-Emballages devenue Citeo en 2017, société agréée par l'État.
L'entreprise paye donc une contribution à l'un des deux éco-organismes spécialisés dans les emballages :
- Citeo (anciennement Éco-Emballages)
- Adelphe (rachetée en 2005 et désormais filiale à 84,5 % d'Éco-Emballages).

Cette contribution obligatoire sert à financer l'organisation du tri sélectif dans les communes. Le paiement de la contribution autorise les entreprises à utiliser ce logo. Le montant de la contribution, qui est de l'ordre de 0,7 centime d'euro en moyenne par emballage, est calculé en fonction du matériau (le verre est moins pénalisé au poids que le plastique) et du poids de l'emballage. Il existe des particularités selon les pays et les applications. Le barème est fixé par le gouvernement tous les deux ou trois ans.

#### Abrogation de l'obligation de mentionPoint vertsur les emballages en 2017
L'article 2 du décret 2016-1890 du 27 décembre 2016 portant diverses dispositions d'adaptation et de simplification dans le domaine de la prévention et de la gestion des déchets abroge l'article R543-56 du Code de l'environnement qui concerne la mention d'identification de l'emballage faisant référence à l'apposition du point vert sur un emballage ménager, label trop confus pour le public et remplacé d'ici le 1er janvier 2022 par la signalétique Triman.

### Belgique
En Belgique, le Point vert est géré par la société privée Fost Plus.

### Allemagne
Une loi allemande de 1994, dite « Loi sur la gestion du cycle de vie des produits », délègue aux fabricants et distributeurs la responsabilité des déchets qui doivent être valorisés. Le Point vert (Der Grüne Punkt) y est géré par Duales System Deutschland GmbH. Contrairement à d'autres pays, le point vert signifie en Allemagne que l'emballage est recyclable et peut donc être déposé dans les poubelles jaunes qui lui sont destinées.

### Union européenne
Le Point vert est intégré à la Directive européenne 94/62/CE concernant les emballages et déchets d'emballages.
En 2001, plus de 460 milliards de produits vendus en Europe utilisaient le Point vert.
La trentaine de pays européens qui utilisent actuellement le Point vert sont rassemblés au sein du groupement Pro Europe.